# James Gibbons (Spezialeffektkünstler)
James Gibbons (* 5. Januar 1894 in Idaho; † 15. Juni 1979 in Riverside, Kalifornien) war ein US-amerikanischer Spezialeffektkünstler, der 1948 mit einem Technical Achievement Award ausgezeichnet wurde.

## Biografie
Gibbons war im Jahr 1937 an sechs Kinofilmen beteiligt, zu denen er die Spezialeffekte lieferte. Sein erster Film insoweit war das Drama Ordnung ist das halbe Leben von William Dieterle mit Humphrey Bogart und Sybil Jason. Daran schloss sich der Thriller Mord im Nachtclub an, wiederum mit Bogart sowie mit Bette Davis. Mit Dieterle arbeitete Gibbons erneut in dem auf einer Geschichte von Mark Twain beruhenden Abenteuerfilm Der Prinz und der Bettelknabe mit Errol Flynn in der Hauptrolle zusammen. Das Filmdrama San Quentin führte ihn wiederum mit Humphrey Bogart zusammen. Bei der Literaturverfilmung Kid Galahad – Mit harten Fäusten waren neben Edward G. Robinson auch Davis und Bogart einmal mehr mit von der Partie. Gibbons letzter Film im Jahr 1937, das romantische Drama Another Dawn, führte ihn erneut mit Dieterle sowie Flynn zusammen.
Gibbons, der zu dieser Zeit für Warner Bros. arbeitete, wurde 1948 mit einem Technical Achievement Award ausgezeichnet „For the development and production of large dyed plastic filters for motion picture photography“ (für die Entwicklung und Produktion von stark gefärbten Kunststofffiltern für die Filmfotografie).

## Filmografie (Auswahl)
- 1937: Ordnung ist das halbe Leben (The Great O’Malley)
- 1937: Mord im Nachtclub (Marked Woman)
- 1937: Der Prinz und der Bettelknabe (The Prince and the Pauper)
- 1937: San Quentin (Flucht aus San Quentin)
- 1937: Kid Galahad – Mit harten Fäusten (Kid Galaha)
- 1937: Another Dawn

## Auszeichnung
- Oscarverleihung 1948: Oscar für technische Verdienste